# Chavagl Grond
Chavagl Grond är en bergstopp i Schweiz.   Den ligger i regionen Albula och kantonen Graubünden, i den östra delen av landet, 180 km öster om huvudstaden Bern. Toppen på Chavagl Grond är 2 443 meter över havet, eller 96 meter över den omgivande terrängen. Bredden vid basen är 0,94 km.
Terrängen runt Chavagl Grond är mycket bergig. Närmaste större samhälle är St. Moritz, 18,8 km sydost om Chavagl Grond. 
Trakten runt Chavagl Grond består i huvudsak av gräsmarker. Runt Chavagl Grond är det glesbefolkat, med 15 invånare per kvadratkilometer.